# 清水クーコ
清水 クーコ（しみず クーコ、1952年〈昭和27年〉9月10日 - 1991年〈平成3年〉3月27日）は、日本のタレント、歌手。本名は親谷 邦子。東京都世田谷区出身。

## 経歴
4人姉妹の末っ子。グループ・サウンズブームの時はザ・タイガースのファンで、特に沢田研二ファンだった。
スクールメイツで約3年間活動、スクールメイツではリーダーを務めていたことがあった。1970年女性コーラスグループのザ・シュークリーム（ホーン・ユキ、北原由紀、甲山暁美）を結成。この当時は本名および愛称の「クーコ」で活動し、セールスポイントは「ビーバーみたいな前歯」としていた。1974年、チャーリー石黒の門下生で象印スターものまね大合戦でアシスタントを務めた四人でクーコとエンジェルスを結成する。
1976年9月、あのねのねの清水国明と結婚。結婚直後は活動を休止していたが、翌1977年より活動を再開した。1979年頃から別居状態となり、1982年9月24日に正式に離婚。子供はいなかった。2回ほど離婚宣言をして、3度目でようやく合意した。
国明との離婚報道時、双方ともマスコミに対して離婚理由の説明などはせず、ディスコで結婚披露宴のような「離婚パーティー」を開いた。本人曰く「明るい離婚」だったとのことで、その後もあのねのね事務所に籍を置いたままタレント活動を継続し、国明とは良き友人関係を続けたが、1988年、イギリスへの語学留学を決意したことや、国明の再婚が決まったことなどから、芸能界を引退して渡英した。
1990年2月末、ビザの書き換えのため一時帰国した際に、体調が悪いとして検診を受け癌が発覚、余命半年と宣告された。
1991年3月27日、子宮頚癌で死去（享年38）。葬儀には梅沢富美男、稲川淳二、清水アキラ、せんだみつお、大信田礼子ら約200人が参列した。喪主は元夫の国明が務め、最後まで「良きパートナー」を貫いた。

## 人物
肌が年中小麦色だったのが特徴。手足を広げて全身を徹底的に焼いていたという。
自ら「ミーハー」という巨人ファン。巨人選手にも友達がいたということで、一時ウォーレン・クロマティとの関係が話題になったことがある。

## 出演作品

### 映画
- トラック野郎・男一匹桃次郎（1977年、東映）
- 燃える勇者（1981年、東映）
- シブがき隊 ボーイズ & ガールズ（1982年、東映）
- 雨が好き（1983年、東宝）
- 夕ぐれ族（1984年、にっかつ）

### テレビドラマ
- 熱中時代刑事編 第21話「熱中刑事タヌキ狩り」（1979年、NTV / ユニオン映画） - 家具店のカップル客
- 事件記者チャボ! 第16話「えっ、チャボがドロボー!?」（1984年、NTV / ユニオン映画） - ユリ子
- ママたちが戦争を始めた!（1985年、NTV）
- 木曜ゴールデンドラマ「くらやみ祭に人が死ぬ」（1987年、YTV）

### テレビ番組
- ドレミファ学園（NTV、ザ・シュークリーム時代）
- 全国テキに歌ァ!（NTV、ザ・シュークリーム時代）[4]
- スター誕生!（NTV、ザ・シュークリーム時代に番組最初期のアシスタントとして）
- 金曜10時!うわさのチャンネル!!（NTV）
- スターどっきり（秘）報告（フジテレビ）[7]
- 独占!女の60分（ANB）
- 出没!!おもしろMAP（ANB）
- 三波伸介の凸凹大学校（12ch）
- オレたちひょうきん族（フジテレビ）- ｢ひょうきんベストテン」高樹澪、中森明菜役（初代）
- 痛快なりゆき番組 風雲!たけし城（TBS）

### ラジオ
- 国明・クーコのサンデー新曲ベストテン（ニッポン放送）
  - 1979年10月14日 - 1980年10月5日、日曜AM8:00 - 8:30。当時夫だった清水國明と夫婦で共演していた。
- 午前3時の女（RFラジオ日本）[6]

## 音楽

### シングル
| 発売日                                             | 規格品番               | 面                     | タイトル                  | 作詞                    | 作曲                   | 編曲                   |
| ザ・シュークリーム名義                             | ザ・シュークリーム名義 | ザ・シュークリーム名義 | ザ・シュークリーム名義    | ザ・シュークリーム名義  | ザ・シュークリーム名義 | ザ・シュークリーム名義 |
| 日本コロムビア                                     | 日本コロムビア         | 日本コロムビア         | 日本コロムビア            | 日本コロムビア          | 日本コロムビア         | 日本コロムビア         |
| -------------------------------------------------- | ---------------------- | ---------------------- | ------------------------- | ----------------------- | ---------------------- | ---------------------- |
| 1971年8月24日                                      | P-130                  | A                      | 恋の五ヶ条                | 阿久悠                  | 鈴木邦彦               |                        |
| 1971年8月24日                                      | P-130                  | B                      | ホットパンツのお嬢さん    | 阿久悠                  | 鈴木邦彦               |                        |
| 1972年1月                                          | P-152                  | A                      | つらい時代の娘たち        | 橋本淳                  | 中村泰士               | 高田弘                 |
| 1972年1月                                          | P-152                  | B                      | 二人だけの場所            | 橋本淳                  | 中村泰士               | 高田弘                 |
| 1972年8月                                          | P-158                  | A                      | 甘い罠                    | 千家和也                | 加瀬邦彦               | 田辺信一               |
| 1972年8月                                          | P-158                  | B                      | イエス・オア・ノウ        | 千家和也                | 加瀬邦彦               | 田辺信一               |
| クーコとエンジェルス名義                           |                        |                        |                           |                         |                        |                        |
| フィリップス・レコード                             |                        |                        |                           |                         |                        |                        |
| 1973年8月                                          | FS-1762                | A                      | 愛のときめき              | チャーリー石黒 藤はじめ | Lynsey de Paul         | 渡辺直人               |
| 1973年8月                                          | FS-1762                | B                      | 真夏の奇跡                | 藤はじめ                | 彩木雅夫               | 馬飼野康二             |
| 1974年                                             | FS-1789                | A                      | 男と女                    | 千家和也                | 馬飼野俊一             | 馬飼野俊一             |
| 1974年                                             | FS-1789                | B                      | 東京赤坂3-14-9            | 藤はじめ                | チャーリー石黒         | 馬飼野俊一             |
| シンガースリー（今陽子とクーコ＆エンジェルス）名義 |                        |                        |                           |                         |                        |                        |
| キングレコード                                     |                        |                        |                           |                         |                        |                        |
| 非売品                                             | NCS-575                | A                      | ピンキーの花束かぞえ唄    | 山川啓介                | いずみたく             |                        |
| 清水クーコ名義                                     |                        |                        |                           |                         |                        |                        |
| ワーナー・パイオニア                               |                        |                        |                           |                         |                        |                        |
| 1979年                                             | L-276W                 | A                      | ラッキー・レディ          | 清水クーコ              | 小坂忠                 | 井上鑑                 |
| 1979年                                             | L-276W                 | B                      | ウィンクひとつ            | 高坂実                  | 小坂忠                 | 井上鑑                 |
| オレンジハウスレコード                             |                        |                        |                           |                         |                        |                        |
| 1981年                                             | ORF-1014               | A                      | モガ・モボ・ルンバ        | 売野雅勇                | チト河内               | 大谷和夫               |
| 1981年                                             | ORF-1014               | B                      | ボビーにネック･ハンギング | 売野雅勇                | チト河内               | 大谷和夫               |

## 出版
- めざめて、女、再び―清水クーコ写真&エッセイ集（マイク岡田・共著、コアラブックス　1985年12月16日初版）